# Czeremszyce
Czeremszyce (biał. Чарэмшыцы; ros. Черемшицы) − wieś na Białorusi, w obwodzie mińskim, w rejonie miadzielskim, w sielsowiecie Zanarocz.

## Historia
W czasach zaborów wieś włościańska w gminie Zanarocz, w powiecie święciańskim, w guberni wileńskiej Imperium Rosyjskiego. W 1866 roku liczyła 322 mieszkańców w 22 domach. W 1905 roku liczyła 442 mieszkańców, 397 dziesięcin.
Po I wojnie światowej pod administracją polską, w Zarządzie Cywilnym Ziem Wschodnich. W latach 1920–1922 w składzie Litwy Środkowej.
Od 11 kwietnia 1922 wieś leżała w Polsce, w województwie wileńskim, w powiecie święciańskim, od 1926 roku w powiecie postawskim, w gminie Kobylnik.
W 1931 wieś w 77 domach zamieszkiwały 392 osoby.
W 1938 roku miejscowość należała do gromady Zanarocz gminy Kobylnik.
Do 1945 w Polsce. Od 1946 roku w granicach Związku Sowieckiego. Od 1991 w niepodległej Białorusi.